# 尼卡爾科斯 (將軍)
尼卡爾科斯 （希臘語: Nίκαρχoς ; 前三世紀人物），是塞琉古帝國安條克三世的將軍。
在與托勒密埃及爭奪柯里敘利亞的第四次敘利亞戰爭中，他和狄奧多圖斯負責督導拉巴特安蒙圍城戰，之後他們倆在前217年的拉菲亞戰役中共同率領步兵方陣。

## 腳註
1. ↑   波利比烏斯, v. 69, 71, 79, 83, 85

## 來源
- 波利比烏斯; Histories （页面存档备份，存于）, Evelyn S. Shuckburgh (譯者); 倫敦 - 紐約, (1889)
- 威廉·史密斯，《希腊羅馬的神話和傳記辭典》, "Nicarchus (2)" （页面存档备份，存于）, 波士頓, (1867)